# Baldwins regler

Exempel på terminologin för ringslutningar.

Baldwins regler är inom den organiska kemin en uppsättning regler eller snarare riktlinjer för ringslutning av alicykliska föreningar. Dessa empiriska regler framlades 1976 av Jack Baldwin. Reglerna behandlar ringstorlekar från 3 till 7 atomer.
En serie förkortningar används för att beskriva olika cykliseringar:
- Antalet atomer i den bildade ringen.
- Beteckningarna exo och endo används för att beskriva om den bindning som bryts är i utifrån från ringen (exocyklisk) eller inemot ringen (endocyklisk).
- Beteckningarna tet, trig och dig används för att beskriva om det elektrofila kolet. Tetraedriska sp3-hybridiserade[förtydliga] kol betecknas tet, trigonala sp2-hybridiserade kol trig och digonala sp-hybridiserade kol dig.

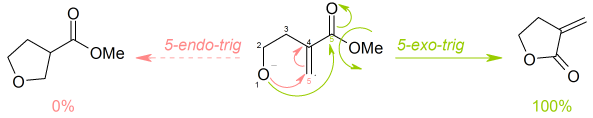
Reaktiones utfall kan förutsägas av Baldwins regler.

Baldwins regler kan förklaras genom gynnsamma orbitalöverlapp.
I tabellen nedan listas de gynnade och missgynnade ringslutningsreaktionerna enligt Baldwin: